# Mesoleptus scrutator
Mesoleptus scrutator là một loài tò vò trong họ Ichneumonidae.